# Bunuri mobile din domeniul arheologie clasate în patrimoniul cultural național al României aflate în județul Vâlcea
Acestă listă conține bunurile mobile din domeniul arheologie clasate în Patrimoniul cultural național al României aflate la momentul clasării în județul Vâlcea.

## Tezaur
| Foto | Informații generale | Detalii tehnice                                                                                             | Descriere | Deținător                       | Legături |
| ---- | ------------------- | --- | --- | ------------------------------- | -------- |
|      | Amforetă            | Datare: 1/2 sec. I p.Chr. Descoperit: jud. Vâlcea, Ocnele Mari, Fundătura Cosotei Material: bronz           | Vas în formă de amforetă, cu două torți simple sudate la partea superioară a corpului și puțin mai jos de buză. Buza, ușor îngroșată prin două reliefuri și delimitată printr-o linie adâncită. Fund inelar cu trei cercuri concentrice, în relief. Torți curbate elegant. În interiorul buzei o linie adâncită. Patină nobilă verde-albăstruie. | Muzeul Județean, Râmnicu Vâlcea | Cimec    |
|      | Medalion            | Datare: Sec. I a.Chr. Descoperit: jud. Vâlcea, Ocnele Mari, Dealul Cosotei Material: bronz                  | Discul medalionului, prevăzut cu un chenar stângaci redat la jumătatea inferioară sub forma unei linii adâncite, întreruptă pe alocuri. Reversul medalionului prezintă o adâncitură cu o concavitate centrală. Pe avers este redat în relief capul unui personaj matur masculin. Lipsă de simetrie între cele două jumătăți ale feței: partea dreaptă este mai mică, iar rotunjimea capului nu este perfectă pe această latură. Urechea dreaptă se află lângă geana ochiului. Părul și barba sunt redate în bucle mari în formă de virgulă, de tradiție elenistico-romană. Sprâncenele groase și arcuite, nas drept și cărnos, gura întredeschisă, buzele în relief. Mustăți exagerate și ușor deplasate, ochii migdalați. Fruntea acoperită cu două mari bucle de păr. Lipsă tortița. Medalionul redă o divinitate, probabil pe Heracle-Hercule. | Muzeul Județean, Râmnicu Vâlcea | Cimec    |
|      | Pandantiv semilunar | Datare: Sec. I p.Chr. Descoperit: jud. Vâlcea, Ocnele Mari, Dealul Cosotei Material: bronz                  | Întreaga suprafață a pandantivului este acoperită cu o compoziție de stil animalier, de tradiție mediteraneano-asiatică. Chenarul care înconjoară întreaga scenă nu este uniform. Simetria ei, ca și principiul "horror vacui" au fost respectate. Sub bucran s-a adăugat un buton care acoperă spațiul gol și echilibrează scena. Elementul central este bucranul, cu mici defecte: urechea dreaptă nu este schițată. De o parte și de alta a bucranului, animale fantastice afrontate cu aripi și cu piciorul din față ridicat. Cap schematic redat, cu urechi scurte și ascuțite, coada redată schematic. Sunt grifoni-pantere înaripați redați în repaos. Semnificație de simbolism dionisiac sau ca simbol sacru al lui Apollo. Lipsă cheutoarea și un colț rupt din vechime.                                                                | Muzeul Județean, Râmnicu Vâlcea | Cimec    |
|      | Medalion            | Datare: Sec. I p.Chr. Descoperit: jud. Vâlcea, Ocnele Mari, Dealul Cosotei Material: bronz                  | Medalion de bronz având atât pe avers, cât și pe revers, în relief capul unui personaj masculin matur: gât scurt, profil spre dreapta, bărbia ascuțită, gura redată schematic, nas drept, ochi cu sprâncene profilate, părul în bucle simple se termină cu o prelungire în "virgulă". Chenarul relativ înalt. Medalionul poate reproduce aproximativ două etape din viața legendară a lui Heracle, respectiv Hercule. | Muzeul Județean, Râmnicu Vâlcea | Cimec    |
|      | Oenochoe            | Datare: A doua jumătate a sec. I p.Chr Descoperit: jud. Vâlcea, Ocnele Mari, Dealul Cosotei Material: bronz | Placă de bronz sudată în trei componente: gâtul vasului, corpul și piedestalul, (toarta lipsește din vechime). Gura vasului este trilobată, gâtul strâmt și scund se detașează de corpul vasului printr-o bandă în relief, delimitată de câte un șănțuleț. Corpul bombat. Baza vasului inelară, având pe suprafața de sprijinire patru inele concentrice în relief. Patină nobilă albastru-verzui. | Muzeul Județean, Râmnicu Vâlcea | Cimec    |
|      | Vas de provizii     | Datare: Sfârșit sec. I a.Chr Descoperit: jud. Vâlcea, Ocnele Mari, Dealul Cosotei Material: lut             | Vas de provizii cu buza profilată. Sub buză, decor striat în valuri, încadrat de benzi de striuri, paralele și orizontale. Scrierea s-a realizat pe umărul vasului înainte de ardere. Pe unul din fragmente se află cuvântul "BASIL" și un rest din litera "E". Pe al doilea fragment s-a scris cu aceleași litere majuscule grecești "THIAMARK", iar pe al treilea fragment "CEMOIEI". Inscripția completă este "BASILEOS THIAMARKOS EMOIEI" (Regele Thiamarcos a făcut). | Muzeul Județean, Râmnicu Vâlcea | Cimec    |
|      | Mască               | Datare: Sfârșit sec. I a.Chr Descoperit: jud. Vâlcea, Ocnele Mari, Dealul Cosotei Material: bronz           | Lucrată dintr-o foaie de bronz foarte subțire (1,5 mm), placa tăiată și ușor bătută pe dungă, prin lovire cu ciocanul. Fața expresivă: bărbia rotundă și puternic accentuată. Nasul este în linii drepte și precise. Nările sumar indicate, baza nasului este dreaptă. Gura împinsă din interior și indicată printr-o linie orizontală. Buzele ușor reliefate, puternic strânse, accentuează gropițele laterale. Ochii adânciți în orbite. Sprâncene exagerat de accentuate printr-o tăietură longitudinală încrustată ca și tăietura verticală de pe bărbie. Gâtul are lungimea de 3,3 cm, cu marginile întoarse spre exterior. Fruntea lată. Părul redat prin șase bucle în maniera elenistico-romană. Urechile redate prin batere și netezire. Patină nobilă verde-albastră.                                                                   | Muzeul Județean, Râmnicu Vâlcea | Cimec    |

## Fond
| Foto | Informații generale | Detalii tehnice                        | Descriere | Deținător                                                      | Legături |
| ---- | ------------------- | -------------------------------------- | --- | -------------------------------------------------------------- | -------- |
|      | Opaiț roman         | Datare: sec. III d. Chr. Material: lut | Opaițul cu corpul rotund are ciocul mic spart și canal deschis la capăt fiind ornamentat cu un suport triunghiular. Prezintă urme de arderi. Locul de proveniență poate fi Dacia romană sau Moesia. | Muzeul Județean „Aurelian Sacerdoțeanu” Vâlcea, Râmnicu Vâlcea | Cimec    |